# Dennis Mackrel

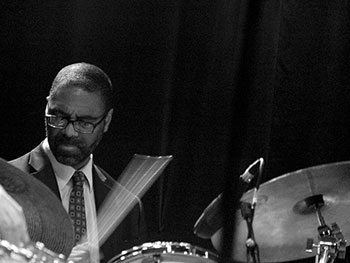
Dennis Mackrel (2014)

Dennis Mackrel (*  3. April 1962 in Omaha, Nebraska) ist ein US-amerikanischer Jazzschlagzeuger, der auch als Komponist und Arrangeur sowie als Musikpädagoge hervorgetreten ist. International bekannt wurde er zunächst durch seine Zusammenarbeit mit dem Count Basie Orchestra. Er gilt zudem als „einer der komplettesten Studio-Spezialisten der Szene.“

## Leben und Wirken
Mackrel begann schon im Alter von zwei Jahren auf dem Schlagzeug zu spielen; als Zehnjähriger im Bühnenorchester einer Theaterproduktion in
Anchorage mit. An der University of Nevada studierte er Jazz bei Frank Gagliardi, arbeitete aber daneben in den Revue-Orchestern von Las Vegas. Nach seinem Umzug nach New York City im Jahr 1981 war er zunächst in den Broadway-Theatern tätig und spielte in Produktionen wie The First oder A Chorus Line. 1983 holte ihn Count Basie in sein Orchester, dem er auch nach dem Tod des Leaders noch bis 1987 (unter Thad Jones und Frank Foster) angehörte und für das er auch arrangierte. Dann gehörte er zur Mel Lewis Big Band, aus der dann 1990 das von ihm geleitete Vanguard Jazz Orchestra entstand. Daneben arbeitete er regelmäßig mit Carla Bley, Slide Hampton, Toshiko Akiyoshi und Grover Mitchell. Später wirkte er auch in anderen Bigbands, wie seinem Manhattan Symphony Jazz Orchestra, der Smithsonian Jazz Masterworks Orchestra, bei Maria Schneider. Seit September 2010 leitet er als Nachfolger von Bill Hughes das Count Basie Orchestra. Als Studiomusiker war er an Aufnahmen von unter anderem Diane Schuur, George Shearing, Randy Sandke, Carol Sloane, Hank Jones, Jerome Richardson, Natalie Cole oder Quincy Jones beteiligt. 2001 war er auf Tournee mit den Dizzy Gillespie Alumni All Stars, 2002 mit dem Trio von Bill Charlap, das Grady Tate begleitete. Zu hören ist er u. a. auch auf Mike Holobers Album Don’t Let Go (2022). Mit Malte Dürrschnabel, Henning Gailing und Henning Gailing bildete er das Cologne Jazz Quartet, das 2024 das Album Con Alma veröffentlichte.
Als Komponist und Arrangeur erhielt er 1983 ein Stipendium der National Endowment for the Arts. Er schrieb für McCoy Tyner (vier Arrangements für die mit Grammys ausgezeichneten Alben  The Turning Point und Journey), die WDR Big Band Köln, die dänische Klüvers Big Band und die RIAS Big Band.

## Lexikalische Einträge
- Martin Kunzler: Jazz-Lexikon. Band 2: M–Z (= rororo-Sachbuch. Bd. 16513). 2. Auflage. Rowohlt, Reinbek bei Hamburg 2004, ISBN 3-499-16513-9.